# Perikopenbuch Heinrichs II.

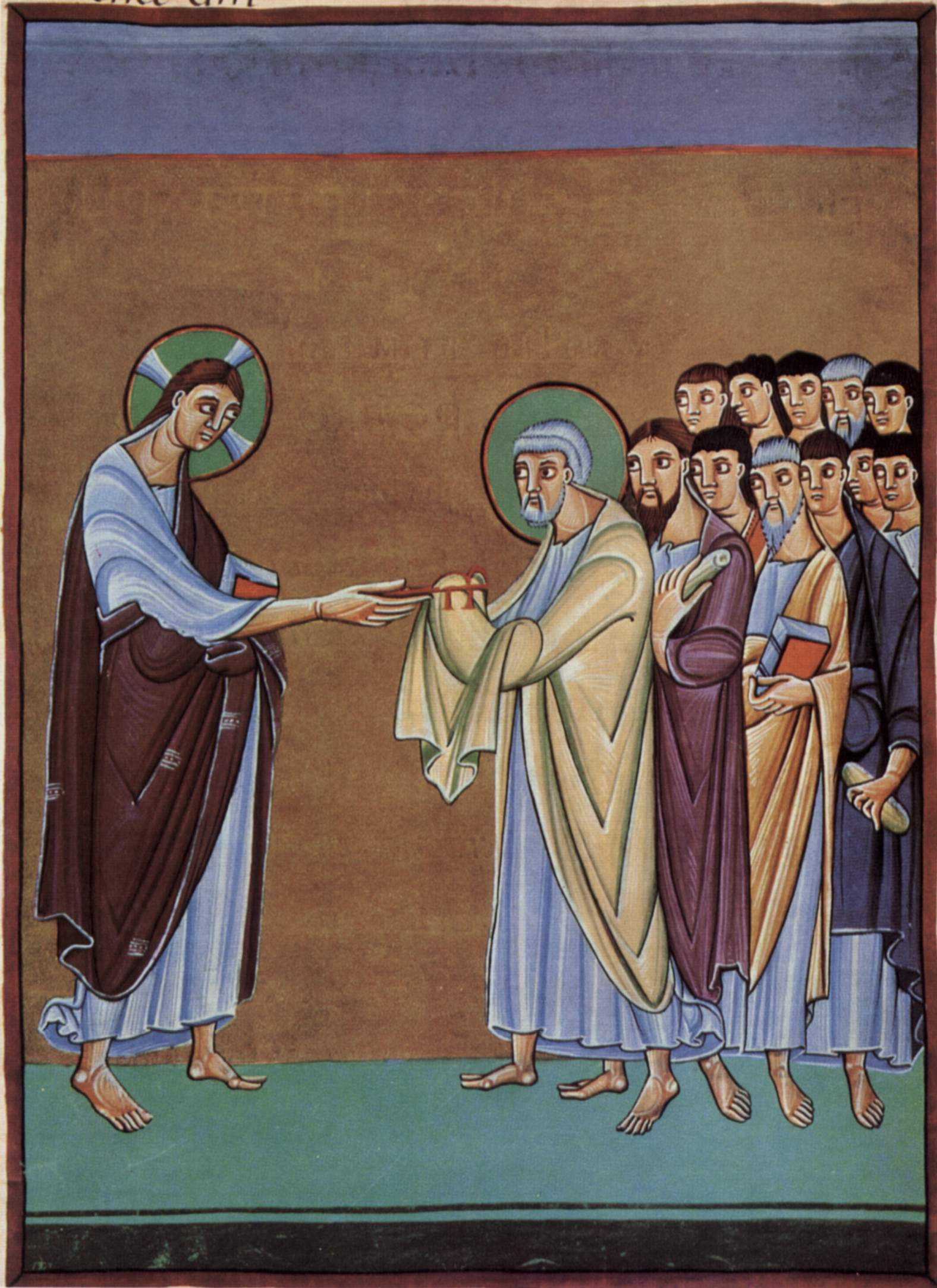
Petrus empfängt die Schlüssel zum Himmelreich (fol. 152^{v})

Das Perikopenbuch Heinrichs II., auch Bamberger Perikopenbuch oder Evangelistar Heinrichs II. genannt, ist ein Werk ottonischer Buchmalerei und zählt zu den Hauptwerken dieser Epoche. Das Perikopenbuch (Evangelistar) entstand vermutlich um 1007–1012 im Kloster Reichenau im Auftrag Kaiser Heinrichs II. für den Bamberger Dom anlässlich dessen Weihe. Es gehört zur sogenannten Liuthar-Gruppe der Reichenauer Malschule.
Im Zuge der Säkularisation gelangte der Codex 1803 aus dem Bamberger Domschatz in die Bayerische Staatsbibliothek nach München, wo er heute unter der Signatur Clm 4452 aufbewahrt wird. Zusammen mit neun weiteren Werken der Reichenauer Schule wurde das Manuskript 2003 von der UNESCO in die Liste des Weltdokumentenerbes aufgenommen.

## Handschrift

### Inhalt und Gestaltung

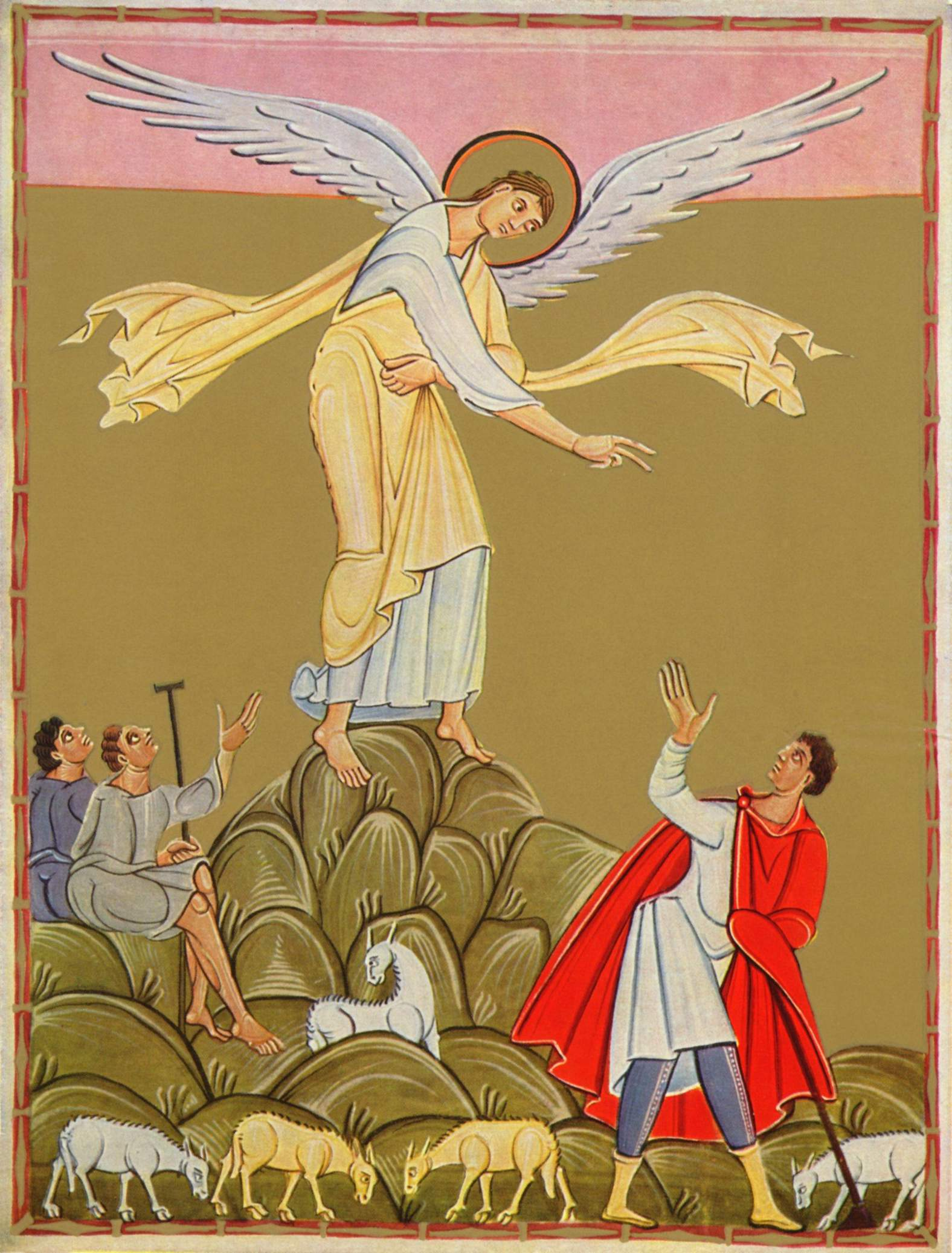
Perikopenbuch Heinrichs II., fol. 8^{v}: Verkündigung an die Hirten

Die Pergamenthandschrift umfasst 206 Blätter im Format 42,5 × 32 cm, die zusammengefasst in 35 Lagen jeweils mit 19 Textzeilen beschrieben sind. Der Buchschmuck besteht aus 28 ganzseitigen Miniaturen, 10 Zierseiten und 184 Großinitialen. Die Miniaturen sind verhältnismäßig groß, so dass außerordentlich breite Ränder dem kultivierten Luxus der Ausstattung der Handschrift entsprechen. Enthalten sind mit 194 an der Zahl die zur Verwendung im Rahmen der Liturgie bestimmten Evangelienabschnitte, die sogenannten Perikopen, der vier Evangelisten in der Reihenfolge des Kirchenjahres, demnach beginnend mit dem Weihnachtsevangelium und endend mit den an den Adventssonntagen zu verlesenden Perikopen. Daran angeschlossen finden sich die zu den Gedenktagen der Heiligen bestimmten Lesungen.
Die künstlerische Gestaltung des Perikopenbuchs nimmt Bezug auf den Inhalt und dient neben dem Schmuck der Handschrift auch ihrer Gliederung. Sämtliche Perikopen beginnen mit einer mit Goldranken vor farbigem Grund gefüllten Großinitiale, die jeweils eine Höhe von sechs bis zehn Textzeilen aufweist; goldene Anfangsbuchstaben zieren die einzelnen Zeilen. Die regelmäßig rote Festangabe der ersten Zeile sowie der eigentliche Textbeginn, zu dem auch die Initiale gehört, sind durchweg in Uncialis, die Zwischenzeilen mit der Angabe des Evangelisten und zumeist der Einleitungsphrase In illo tempore bzw. Dixit Jesus discipulis suis dagegen in Capitalis rustica gehalten, die auch in der zweiten Textzeile gelegentlich aufgenommen wird. Bei zehn besonders hervorragenden Festen ist der Textbeginn als Zierseite ausgestaltet; dabei stehen die Initialen und ersten Worte auf einem von einem farbigen Ornamentrahmen eingefassten Purpurgrund. Den Zierseiten gehen mit dem Beginn der Festtagsperikopen die zugehörigen Bilder voraus, wobei die Hochfeste durch doppelseitige Bildkompositionen, einige wenige durch eine Bildseite illuminiert werden. Der Text ist vermutlich von zwei Schreibern in einer gleichmäßigen, etwas steilen Minuskelschrift geschrieben.
Zu Ehren König Heinrichs II. beginnt der Kodex mit einem Bild der Krönung des Herrschers und seiner Gemahlin durch Christus, dem die Apostel Petrus und Paulus, zugleich die Patrone des Bamberger Doms, huldigen. Dem Titelbild geht ein Widmungsgedicht Heinrichs an den Dom und seine Patrone voraus.

### Krönungsbild

#### Ikonografie

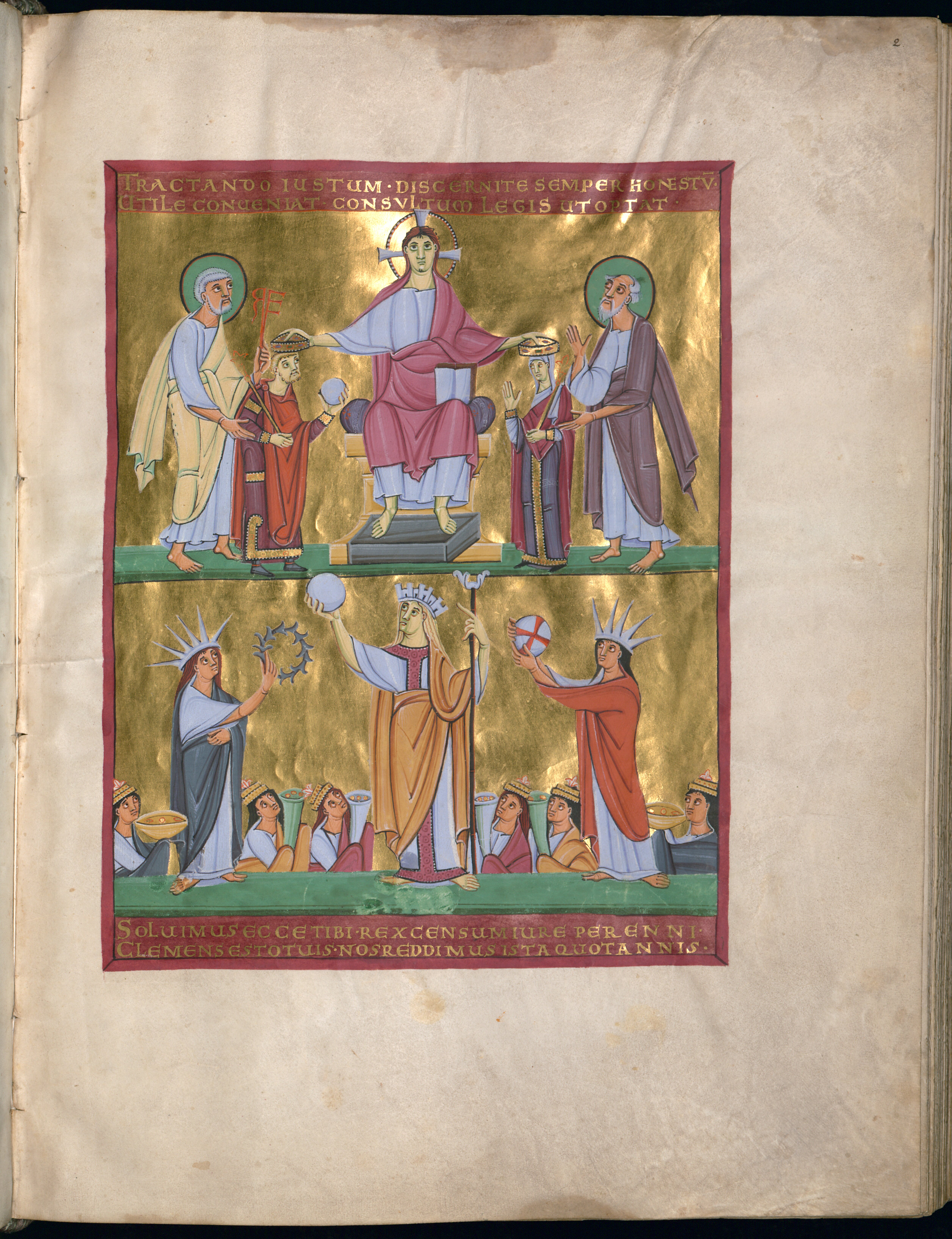
Oben: Krönung Heinrichs und seiner Gemahlin Kunigunde durch Christus, hinter ihnen die Bamberger Patrone Petrus und Paulus. Unten: Personifizierungen der Provinzen sowie der sechs Herzogtümer (fol. 2r)

Die wohl mit bekannteste Darstellung der Handschrift zeigt die Krönung Heinrichs II. und seiner Gattin Kunigunde durch Christus. Die Apostelfürsten Petrus zur Linken und Paulus rechts des Christus führen das Herrscherpaar vor den Herrn des Alls. Petrus ist zu erkennen an dem kurzen Kinnbart und dem Monogrammschlüssel in seiner Linken, in dessen Bärten als Hinweis auf den Namensträger die drei Buchstaben PER zu lesen sind. Der aus zwei Teilen bestehende Schlüssel weist zudem auf die Binde- und Lösegewalt hin, die dem Petrus durch Christus anvertraut wurde. Der Kaiser hält als seine weltlichen Herrschaftszeichen Sphaira und Zepter in Händen.
In der unteren Bildhälfte treten die großen, ganzfigurigen und bekrönten Personifikationen dreier Provinzen auf, hierunter sechs kleinere Gestalten in Halbfigur. Da keine Beischriften vorhanden sind, ist ihre Identifikation lediglich anhand der überlieferten Bildtradition sowie im Wege historischer Kontextualisierung möglich: Mittig dürfte es sich um Roma oder auch Italia handeln, zu ihren Seiten finden sich Gallia und Germania, die einen Lorbeerkranz und eine (weitere) Sphaira darbringen. Die mit wertvollen Gaben in Form von goldenen, mit Edelsteinen gefüllten Schalen und Füllhörnern von unten einherschreitenden Gestalten repräsentieren entweder die germanischen Hauptstämme oder – wahrscheinlicher – die sechs Herzogtümer Bayern, Schwaben, Franken, Sachsen, Nieder- und Oberlothringen.
Der Inschrift nach bringen die Figuren den census, die Steuer dar, womit hier das aurum coronarium gemeint ist. Als solches wurden in der römischen Antike die Ehrengaben, insbesondere goldene Kränze und andere verschiedenartige Kostbarkeiten, bezeichnet, die gewohnheitsrechtlich von der Bevölkerung zu bestimmten Anlässen ihren Machthabern gegenüber zu erbringen waren. Diese Tradition wurde in Anlehnung an den altehrwürdigen Brauch der Antike auch in karolingischer und später dann ottonischer Zeit mit dem entsprechenden Herrscherbild, das sich eben aus der Fortführung der römischen Idee heraus legitimierte, verbunden und auch von der Buchmalerei durch die Gestaltung der Kaiserikonografie aufgegriffen, wie auch das Kaiserbild im Evangeliar Ottos III. zu München eindrucksvoll belegt.

#### Inschriften
Die Krönungsszene wird von folgender Inschrift überragt:
TRACTANDO IUSTUM • DISCERNITE SEMPER HONESTV[M] •

UTILE CONUENIAT • CONSVLTUM LEGIS UT OPTAT •
„Tut, was gerecht, erfasst stets, was ehrenvoll ist.

Das Nützliche möge sich einfinden in dem, was des Gesetzes Rat verlangt.“
Den huldigenden Provinzen sind diese Zeilen beigefügt:
SOLUIMUS ECCE TIBI • REX CENSUM IURE PERENNI •

CLEMENS ESTO TUIS • NOS REDDIMUS ISTA QUOTANNIS •
„Siehe, König, wir bringen dir die Steuer nach beständigem Recht.

Sei gnädig den Deinen; wir bringen dies Jahr für Jahr.“

### Einordnung
Unter den Reichenauer Handschriften steht das Perikopenbuch Heinrichs II. den weiteren Handschriften der Liuthar-Gruppe am nächsten: dem namensgebenden Liuthar-Evangeliar, dem Münchner Evangeliar Ottos III. sowie der Bamberger Apokalypse. Dabei scheinen die Bilder der Handschrift unter dem Gesichtspunkt zunehmender Klärung der Bildstrukturen und fortschreitender Monumentalisierung das Ende einer künstlerischen Entwicklung darzustellen, in dem das Münchner Evangeliar Ottos III. eine Mittelstellung einnimmt.

## Einband

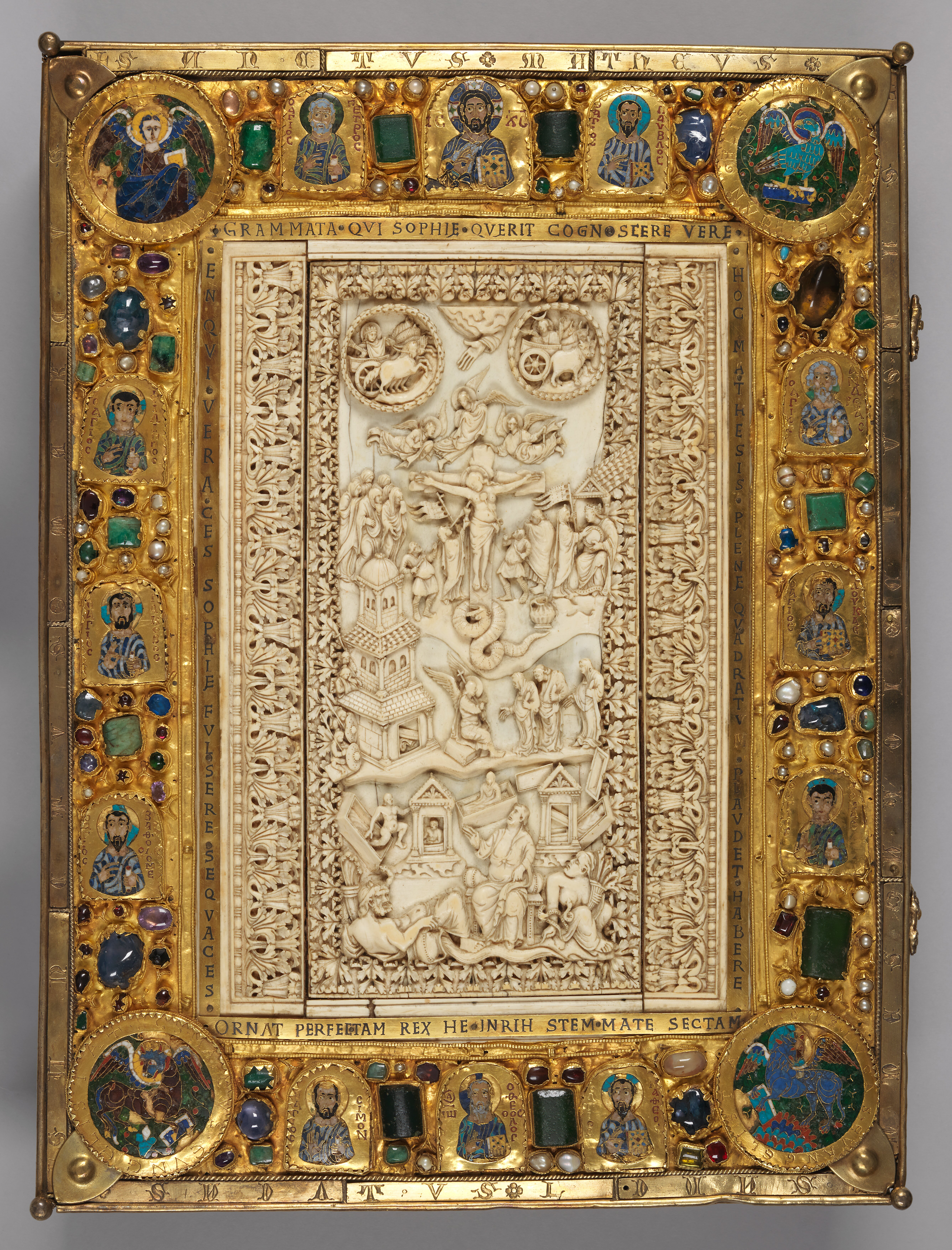
Prachteinband des Perikopenbuchs, Vorderdeckel

Der gleichfalls wie die Handschrift zwischen 1007 und 1012 entstandene Einband ist der wohl am reichsten geschmückte unter den Prunkhandschriften aus ottonischer Zeit. Er ist vorne im Zentrum mit einer goldgerahmten karolingischen Elfenbeinschnitzerei aus der Hofschule Karls des Kahlen um 870 verziert, welche die Kreuzigungsszene und die Frauen am Grab darstellt.
Die Elfenbeinplatten werden gerahmt von vier Leisten mit der Inschrift:
GRAMMATA QVI SOPHIE QVERIT COGNOSCERE VERE | (oben)

HOC MATHESIS PLENE QVADRATVM PLAVDET HABERE | (rechts)

EN QVI VERACES SOPHIE FVLSERE SEQVACES | (links)

ORNAT PERFECTAM REX HEINRIH STEMMATE SECTAM | (unten)
„Wer die Schriften der wahren Weisheit zu verstehen sucht,

wird frohlocken, dieses Geviert der Hohen Lehre in ihrer Fülle zu besitzen.

Siehe hier jene, die als wahrhaftige Jünger der Weisheit erstrahlen;

König Heinrich schmückt mit einer Krone diese vollkommene Lehre.“
Mit dem „Geviert der Hohen Lehre“ sind die vier Evangelien gemeint, in denen die Fülle der Weisheit gesammelt ist. Die Inschriftleisten werden umgrenzt durch eine mit Perlen, Edelsteinen sowie zwölf byzantinischen Emailplättchen besetzte Goldrahmung, in die in früherer Zeit eine Perlenkette eingelegt war. Die aus der zweiten Hälfte des zehnten Jahrhunderts stammenden Emails zeigen Büstendarstellungen Christi, mehrerer Apostel sowie der Evangelisten Matthäus, Lukas und Johannes, dazu in den Ecken Tondi mit den Evangelistensymbolen des späten zehnten Jahrhunderts.

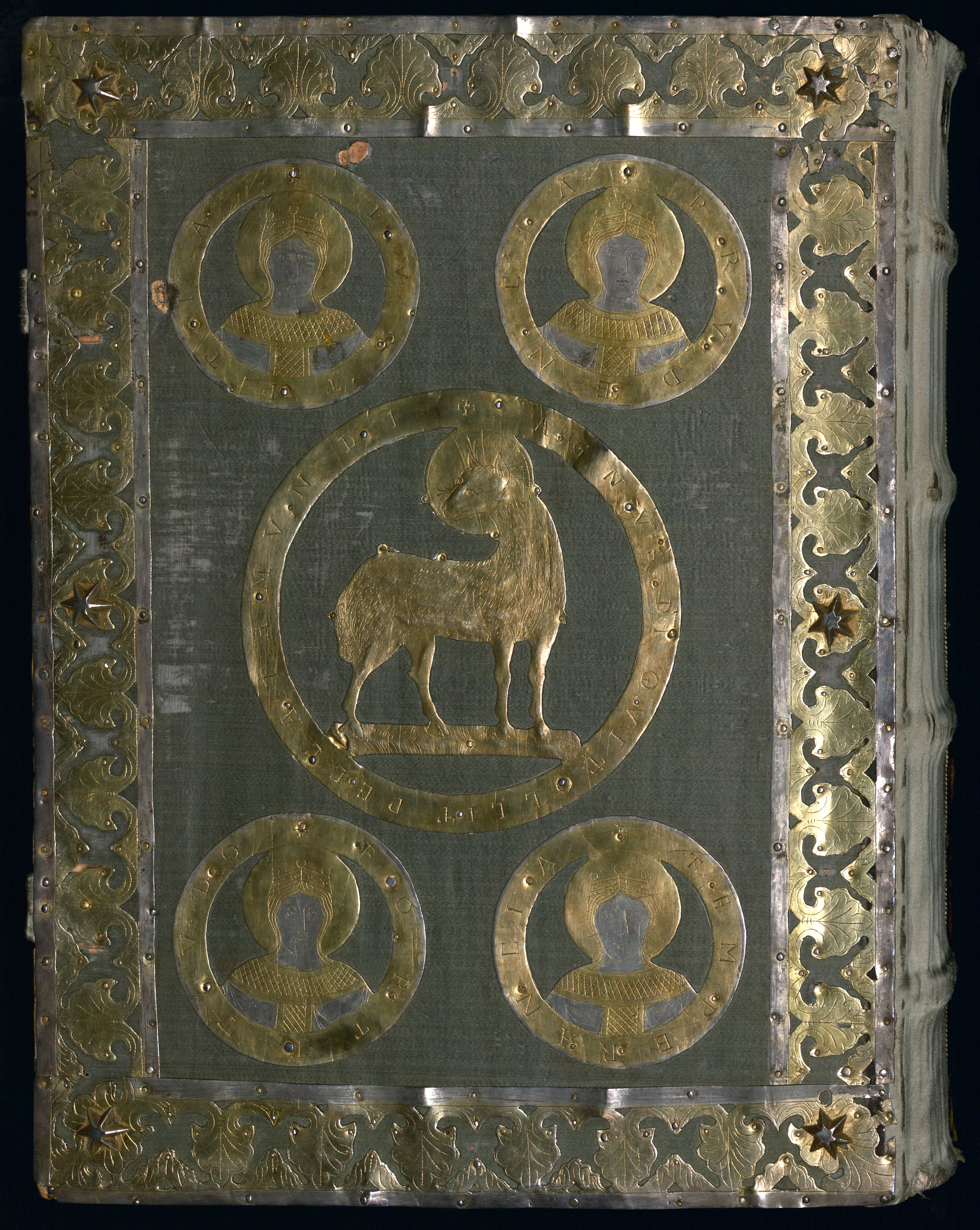
Einband des Perikopenbuchs, Rückdeckel

Im Rückdeckel ist zentral als einer von fünf Silberbeschlägen das Agnus Dei in einer kreisförmigen Rahmung umgeben von kleineren gleichartigen Tondi mit Personifikationen der Kardinaltugenden zu sehen. Sie gehören zu einer größeren Gruppe vergleichbarer Gravierungen, deren hervorragendste Träger das in der Schatzkammer der Residenz aufbewahrte Kreuznagelreliquiar Heinrichs II. und das Reichskreuz repräsentieren. Die vier bekrönten Frauenbüsten sind mit imperialen Gewändern bekleidet, die als vereinfachte Darstellungen byzantinischer Hofkleidung zu verstehen sind: Der breite Kragen entspricht dem Juwelenkragen der byzantinischen Kaiserin, dem Maniakon, der senkrechte Streifen dem Loros.
Im Reichtum seiner Ausstattung lässt sich der Buchdeckel am ehesten mit dem des Codex aureus Karls des Kahlen einerseits vergleichen, andererseits mit byzantinischen Prachteinbänden und gar Ikonen. Die Anordnung der byzantinischen Emailplättchen dürfte auf derartigen byzantinischen Vorbildern basieren. Die Entstehung wird in Regensburg vermutet.

## Literatur

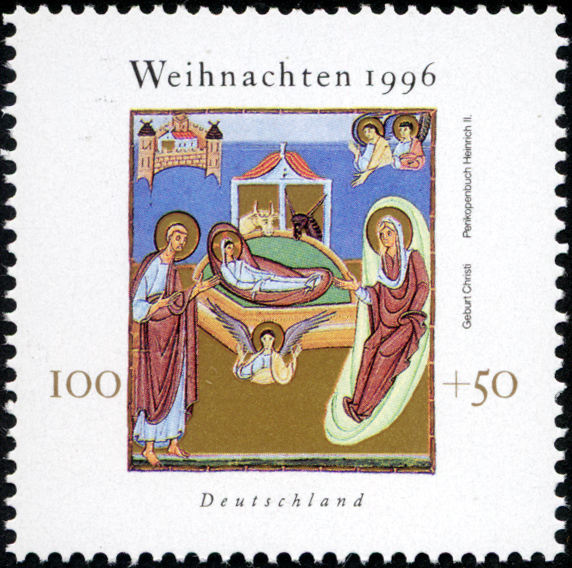
Weihnachtsbriefmarke mit der Darstellung von Christi Geburt (fol. 9^{r}) aus dem Perikopenbuch, herausgegeben von der Deutschen Post im Jahre 1996